# Vereda Grande
A Estação Biológica Vereda Grande (EBVG) localizada no município de Presidente Olegário (MG), na categoriza-se como Reserva Particular do Patrimônio Natural. A EBVG possui uma área de aproximadamente 3.000 ha caracterizados por cerrado, veredas e matas de galeria, sendo cercada por culturas de soja e milho.